# Yossi Melman

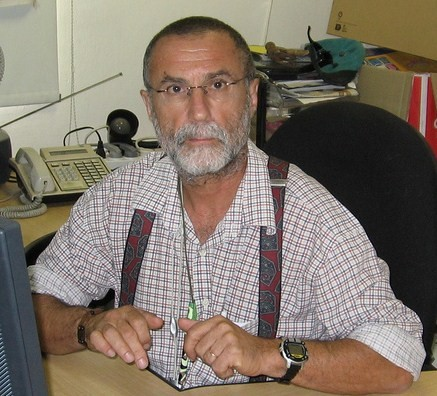
Yossi Melman, 2009

Yossi Melman (* 1950 in Polen) ist ein israelischer Autor und Journalist.
Melman emigrierte 1957 nach Israel und schloss sich dort der Jugendorganisation Hashomer Hatzair an. Später machte er seinen Abschluss an der Hebräischen Universität Jerusalem in Geschichte und Internationale Beziehungen und war Nieman Fellow an der Harvard University. Er ist Korrespondent für die liberale Tageszeitung Haaretz für die Themenbereiche Militär und Geheimdienst.

## Politische Ansichten
Melman bekundete, dass er sich selbst im linken Spektrum sieht, und dass Israel die besetzten Gebiete verlassen müsse, um in Frieden mit einem palästinensischen Staat zu leben. Allerdings ist er auch der Meinung, dass den Palästinensern kein Recht auf Rückkehr gegeben werden dürfe, da dies die Idee einer Zweistaatenlösung in den Köpfen der Israelis nichtig machen würde.
In einem Interview mit der österreichischen Zeitung Der Standard zum Iran und dessen Atomprogramm antwortete er auf die Frage, ob er die Verhandlungen zwischen dem österreichischen Konzern OMV und dem Iran kritisch sehe, folgendermaßen: „Obwohl ich das österreichische Dilemma bei den Energieinteressen verstehe: Der Gas-Deal der OMV hätte verschoben oder zumindest anders verhandelt werden sollen. Österreich hätte etwas dafür verlangen müssen, Konzessionen. Man hätte viel härter sein müssen. Überhaupt sind wir dem Iran gegenüber viel zu nachgiebig – man denke nur an die Schweizer Präsidentin, die in Teheran mit dem Kopftuch herumläuft. Das Signal ist: Wir respektieren euch, aber erwarten nicht einmal, dass ihr uns auch respektiert. Österreich sollte dem deutschen Beispiel folgen: Deutschland ist der beste Alliierte Israels, besser als die USA, weil an die deutsche Unterstützung für Israel keine Interessen geknüpft sind.“
In einem Artikel für Haaretz äußerte sich Melman, dass wenn er Benjamin Netanjahus Sicherheitsberater wäre, ihm dazu raten würde, den Iran anzugreifen.

## Auszeichnungen
Melman gewann im Jahr 2008 den Sokolow-Preis für Print- und elektronische Medien in Gedenken an Nachum Sokolow für seinen Bericht über einen jordanischen Palästinenser, der widerrechtlich von amerikanischen, israelischen und jordanischen Sicherheitsdiensten festgehalten wurde.

## Werke
- The Master Terrorist: The True Story of Abu-Nidal. ins Englische übersetzt von Shmuel Himmelstein. Adama Books, 1986, ISBN 0-915361-52-3.
- The Imperfect Spies. The History of Israeli Intelligence. mit Dan Raviv. Sidgwick & Jackson, London 1989, ISBN 0-283-99710-9.
- Behind the Uprising : Israelis, Jordanians, and Palestinians. mit Dan Raviv. Greenwood Press, 1989, ISBN 0-313-26787-1.
- The New Israelis: An Intimate View of a Changing People. Carol Publishing Corporation, 1992, ISBN 1-55972-129-4.
  - deutsch: Knesseth und Kibbuz. Die Geschichte des Staates Israel. Goldmann, München 1993, ISBN 3-453-07023-2.
- Friends in Deed: Inside the U.S.-Israel Alliance. mit Dan Raviv. Hyperion Books, 1994, ISBN 0-7868-6006-5.
- Every Spy a Prince: The Complete History of Israel's Intelligence Community. mit Dan Raviv. Houghton Mifflin, 1990, ISBN 0-395-47102-8.
  - Die Geschichte des Mossad. Aufstieg und Fall des israelischen Geheimdienstes, mit Dan Raviv. Als Heyne-Taschenbuch, München 1992, ISBN 3-453-05805-4
- The Nuclear Sphinx of Tehran: Mahmoud Ahmadinejad and the State of Iran. mit Meir Javedanfar. Basic Books, 2008, ISBN 978-0-7867-2106-1.
- Spies against Armageddon: Inside Israel's Secret War. Levant Books, Sea Cliff, New York, USA 2012, ISBN 978-0-9854378-3-1.